# Mistrzostwa Azji w Piłce Siatkowej Mężczyzn 2019
XX Mistrzostwa Azji w Piłce Siatkowej Mężczyzn – dwudziesta edycja siatkarskich Mistrzostw Azji. Turniej odbywał się w Teheranie pomiędzy 13 a 21 września 2019 roku.

## Podział drużyn w grupach
| Grupa A                        | Grupa B                                    | Grupa C                     | Grupa D                                    |
| ------------------------------ | ------------------------------------------ | --------------------------- | ------------------------------------------ |
| Iran Australia Katar Sri Lanka | Japonia Chińskie Tajpej Tajlandia Hongkong | Kazachstan Chiny Oman Indie | Korea Południowa Indonezja Kuwejt Pakistan |

## System rozgrywek
Turniej składał się z kilku etapów. W pierwszej rundzie zespoły podzielone na cztery grupy rozgrywały mecze w systemie kołowym "każdy z każdym". Po dwie najlepsze drużyny z każdej grupy trafiły do grup E i F drugiej rundy, a pozostałe do grup G i H, przy czym w drugiej rundzie w jednej grupie znajdowały się zespoły z grup A i C lub B i D.
W druga runda również rozgrywana była w systemie kołowym, przy czym uwzględniano również wyniki meczów między konkretnymi zespołami z pierwszej rundy. Wszystkie drużyny z grup E i F trafiły do ćwierćfinałów. Po dwie najlepsze reprezentacje z grup G i H utworzyły pary w rywalizacji o miejsca 9-12., natomiast pozostałe – o miejsca 13-16.
Pary ćwierćfinałowe utworzono według schematu 1E-4F, 2E-3F, 3E-2F, 4E-1F. Przegrani ćwierćfinałów utworzyli pary w rywalizacji o miejsca 5-8. – wygrani zagrali o 5. miejsce, a przegrani o 7. miejsce. Na analogicznych zasadach toczyła się rywalizacja o miejsca 9-12. oraz 13-16.
Osiem najlepszych zespołów klasyfikacji końcowej (z wyjątkiem reprezentacji Japonii, jako przedstawiciela gospodarzy Letnich Igrzysk Olimpijskich 2020) otrzymało prawo gry w azjatyckim turnieju kwalifikacyjnym do IO 2020.

## Wyniki

### I Runda
awans do grupy E i F
     awans do grupy G i H

#### Grupa A
| Lp. | Drużyna   | Mecze | Mecze   | Mecze   | Pkt | Sety | Sety | Sety  | Małe punkty | Małe punkty | Małe punkty |
| Lp. | Drużyna   | M     | W (3:2) | P (2:3) | Pkt | wyg. | prz. | ratio | zdob.       | str.        | ratio       |
| --- | --------- | ----- | ------- | ------- | --- | ---- | ---- | ----- | ----------- | ----------- | ----------- |
| 1   | Australia | 3     | 3 (1)   | 0 (0)   | 8   | 9    | 3    | 3.000 | 285         | 252         | 1.131       |
| 2   | Iran      | 3     | 2 (0)   | 1 (0)   | 6   | 7    | 3    | 2.333 | 240         | 202         | 1.188       |
| 3   | Katar     | 3     | 1 (0)   | 2 (1)   | 4   | 5    | 6    | 0.833 | 229         | 231         | 0.991       |
| 4   | Sri Lanka | 3     | 0 (0)   | 3 (0)   | 0   | 0    | 9    | 0.000 | 163         | 232         | 0.703       |

Źródło: asianvolleyball.net 
Punktacja: 3:0 i 3:1 – 3 pkt; 3:2 – 2 pkt; 2:3 – 1 pkt; 1:3 i 0:3 – 0 pkt
Zasady ustalania kolejności: 1. liczba zwycięstw; 2. liczba punktów; 3. stosunek setów; 4. stosunek małych punktów; 5. bilans w bezpośrednich meczach
| Data  | Godz. | Drużyna 1 | Wynik | Drużyna 2 | 1     | 2     | 3     | 4     | 5     | Widzów | *  |
| ----- | ----- | --------- | ----- | --------- | ----- | ----- | ----- | ----- | ----- | ------ | -- |
| 13.09 | 13:30 | Australia | 3:2   | Katar     | 25:23 | 25:21 | 23:25 | 18:25 | 15:10 | 350    | 2  |
| 13.09 | 18:30 | Iran      | 3:0   | Sri Lanka | 25:15 | 25:17 | 25:23 |       |       | 1200   | 4  |
| 14.09 | 18:30 | Katar     | 0:3   | Iran      | 18:25 | 15:25 | 17:25 |       |       | 1500   | 12 |
| 14.09 | 18:30 | Sri Lanka | 0:3   | Australia | 15:25 | 30:32 | 13:25 |       |       | 100    | 16 |
| 15.09 | 13:30 | Katar     | 3:0   | Sri Lanka | 25:21 | 25:14 | 25:15 |       |       | 200    | 18 |
| 15.09 | 18:30 | Iran      | 1:3   | Australia | 25:22 | 23:25 | 21:25 | 21:25 |       | 3500   | 20 |

#### Grupa B
| Lp. | Drużyna         | Mecze | Mecze   | Mecze   | Pkt | Sety | Sety | Sety  | Małe punkty | Małe punkty | Małe punkty |
| Lp. | Drużyna         | M     | W (3:2) | P (2:3) | Pkt | wyg. | prz. | ratio | zdob.       | str.        | ratio       |
| --- | --------------- | ----- | ------- | ------- | --- | ---- | ---- | ----- | ----------- | ----------- | ----------- |
| 1   | Japonia         | 3     | 3 (0)   | 0 (0)   | 9   | 9    | 1    | 9.000 | 249         | 179         | 1.391       |
| 2   | Chińskie Tajpej | 3     | 2 (0)   | 1 (0)   | 6   | 7    | 4    | 1.750 | 253         | 215         | 1.177       |
| 3   | Tajlandia       | 3     | 1 (0)   | 2 (0)   | 3   | 4    | 7    | 0.571 | 227         | 252         | 0.901       |
| 4   | Hongkong        | 3     | 0 (0)   | 3 (0)   | 0   | 1    | 9    | 0.111 | 164         | 247         | 0.664       |

Źródło: asianvolleyball.net 
Punktacja: 3:0 i 3:1 – 3 pkt; 3:2 – 2 pkt; 2:3 – 1 pkt; 1:3 i 0:3 – 0 pkt
Zasady ustalania kolejności: 1. liczba zwycięstw; 2. liczba punktów; 3. stosunek setów; 4. stosunek małych punktów; 5. bilans w bezpośrednich meczach
| Data  | Godz. | Drużyna 1       | Wynik | Drużyna 2       | 1     | 2     | 3     | 4     | 5 | Widzów | *  |
| ----- | ----- | --------------- | ----- | --------------- | ----- | ----- | ----- | ----- | - | ------ | -- |
| 13.09 | 10:30 | Hongkong        | 0:3   | Japonia         | 21:25 | 15:25 | 11:25 |       |   | 250    | 1  |
| 13.09 | 16:00 | Tajlandia       | 1:3   | Chińskie Tajpej | 16:25 | 25:23 | 16:25 | 21:25 |   | 1000   | 3  |
| 14.09 | 10:30 | Chińskie Tajpej | 3:0   | Hongkong        | 25:11 | 25:10 | 25:17 |       |   | 100    | 9  |
| 14.09 | 13:30 | Japonia         | 3:0   | Tajlandia       | 25:19 | 25:20 | 25:13 |       |   | 200    | 10 |
| 15.09 | 16:00 | Hongkong        | 1:3   | Tajlandia       | 25:22 | 13:25 | 20:25 | 21:25 |   | 800    | 19 |
| 15.09 | 16:00 | Chińskie Tajpej | 1:3   | Japonia         | 15:25 | 18:25 | 26:24 | 21:25 |   | 200    | 23 |

#### Grupa C
| Lp. | Drużyna    | Mecze | Mecze   | Mecze   | Pkt | Sety | Sety | Sety  | Małe punkty | Małe punkty | Małe punkty |
| Lp. | Drużyna    | M     | W (3:2) | P (2:3) | Pkt | wyg. | prz. | ratio | zdob.       | str.        | ratio       |
| --- | ---------- | ----- | ------- | ------- | --- | ---- | ---- | ----- | ----------- | ----------- | ----------- |
| 1   | Chiny      | 3     | 3 (0)   | 0 (0)   | 9   | 9    | 1    | 9.000 | 247         | 190         | 1.300       |
| 2   | Indie      | 3     | 2 (1)   | 1 (0)   | 5   | 6    | 6    | 1.000 | 266         | 259         | 1.027       |
| 3   | Kazachstan | 3     | 1 (0)   | 2 (1)   | 4   | 6    | 6    | 1.000 | 247         | 255         | 0.969       |
| 4   | Oman       | 3     | 0 (0)   | 3 (0)   | 0   | 2    | 9    | 0.222 | 216         | 272         | 0.794       |

Źródło: asianvolleyball.net 
Punktacja: 3:0 i 3:1 – 3 pkt; 3:2 – 2 pkt; 2:3 – 1 pkt; 1:3 i 0:3 – 0 pkt
Zasady ustalania kolejności: 1. liczba zwycięstw; 2. liczba punktów; 3. stosunek setów; 4. stosunek małych punktów; 5. bilans w bezpośrednich meczach
| Data  | Godz. | Drużyna 1  | Wynik | Drużyna 2  | 1     | 2     | 3     | 4     | 5    | Widzów | *  |
| ----- | ----- | ---------- | ----- | ---------- | ----- | ----- | ----- | ----- | ---- | ------ | -- |
| 13.09 | 13:30 | Chiny      | 3:1   | Oman       | 25:17 | 22:25 | 25:18 | 25:16 |      | 600    | 6  |
| 13.09 | 16:00 | Kazachstan | 2:3   | Indie      | 29:31 | 14:25 | 30:28 | 25:18 | 9:15 | bd     | 7  |
| 14.09 | 10:30 | Oman       | 0:3   | Kazachstan | 21:25 | 26:28 | 16:25 |       |      | 100    | 13 |
| 14.09 | 13:30 | Indie      | 0:3   | Chiny      | 16:25 | 15:25 | 21:25 |       |      | 200    | 14 |
| 15.09 | 13:30 | Indie      | 3:1   | Oman       | 22:25 | 25:12 | 25:21 | 25:19 |      | 200    | 22 |
| 15.09 | 18:30 | Chiny      | 3:0   | Kazachstan | 25:23 | 25:19 | 25:20 |       |      | 75     | 24 |

#### Grupa D
| Lp. | Drużyna          | Mecze | Mecze   | Mecze   | Pkt | Sety | Sety | Sety  | Małe punkty | Małe punkty | Małe punkty |
| Lp. | Drużyna          | M     | W (3:2) | P (2:3) | Pkt | wyg. | prz. | ratio | zdob.       | str.        | ratio       |
| --- | ---------------- | ----- | ------- | ------- | --- | ---- | ---- | ----- | ----------- | ----------- | ----------- |
| 1   | Korea Południowa | 3     | 3 (0)   | 0 (0)   | 9   | 9    | 0    | MAX   | 225         | 167         | 1.347       |
| 2   | Pakistan         | 3     | 2 (1)   | 1 (0)   | 5   | 6    | 6    | 1.000 | 265         | 264         | 1.004       |
| 3   | Indonezja        | 3     | 1 (0)   | 2 (1)   | 4   | 5    | 7    | 0.714 | 265         | 260         | 1.019       |
| 4   | Kuwejt           | 3     | 0 (0)   | 3 (0)   | 0   | 2    | 9    | 0.222 | 203         | 267         | 0.760       |

Źródło: asianvolleyball.net 
Punktacja: 3:0 i 3:1 – 3 pkt; 3:2 – 2 pkt; 2:3 – 1 pkt; 1:3 i 0:3 – 0 pkt
Zasady ustalania kolejności: 1. liczba zwycięstw; 2. liczba punktów; 3. stosunek setów; 4. stosunek małych punktów; 5. bilans w bezpośrednich meczach
| Data  | Godz. | Drużyna 1        | Wynik | Drużyna 2        | 1     | 2     | 3     | 4     | 5     | Widzów | *  |
| ----- | ----- | ---------------- | ----- | ---------------- | ----- | ----- | ----- | ----- | ----- | ------ | -- |
| 13.09 | 10:30 | Indonezja        | 3:1   | Kuwejt           | 22:25 | 25:20 | 25:17 | 25:18 |       | 200    | 5  |
| 13.09 | 18:30 | Korea Południowa | 3:0   | Pakistan         | 25:23 | 25:23 | 25:19 |       |       | 155    | 8  |
| 14.09 | 16:00 | Kuwejt           | 0:3   | Korea Południowa | 14:25 | 16:25 | 11:25 |       |       | bd     | 11 |
| 14.09 | 16:00 | Pakistan         | 3:2   | Indonezja        | 25:20 | 26:24 | 19:25 | 20:25 | 15:13 | 200    | 15 |
| 15.09 | 10:30 | Korea Południowa | 3:0   | Indonezja        | 25:22 | 25:19 | 25:20 |       |       | 100    | 17 |
| 15.09 | 10:30 | Kuwejt           | 1:3   | Pakistan         | 19:25 | 25:20 | 22:25 | 16:25 |       | 200    | 21 |

### II Runda
awans do ćwierćfinału
     mecze o miejsca 9.-12.
     mecze o miejsca 13.-16.

#### Grupa E
| Lp. | Drużyna   | Mecze | Mecze   | Mecze   | Pkt | Sety | Sety | Sety  | Małe punkty | Małe punkty | Małe punkty |
| Lp. | Drużyna   | M     | W (3:2) | P (2:3) | Pkt | wyg. | prz. | ratio | zdob.       | str.        | ratio       |
| --- | --------- | ----- | ------- | ------- | --- | ---- | ---- | ----- | ----------- | ----------- | ----------- |
| 1   | Australia | 3     | 3 (0)   | 0 (0)   | 9   | 9    | 2    | 4.500 | 276         | 248         | 1.113       |
| 2   | Iran      | 3     | 2 (0)   | 1 (0)   | 6   | 7    | 3    | 2.333 | 240         | 213         | 1.127       |
| 3   | Chiny     | 3     | 1 (0)   | 2 (0)   | 3   | 4    | 6    | 0.667 | 219         | 226         | 0.969       |
| 4   | Indie     | 3     | 0 (0)   | 3 (0)   | 0   | 0    | 9    | 0.000 | 182         | 230         | 0.791       |

Źródło: asianvolleyball.net 
Punktacja: 3:0 i 3:1 – 3 pkt; 3:2 – 2 pkt; 2:3 – 1 pkt; 1:3 i 0:3 – 0 pkt
Zasady ustalania kolejności: 1. liczba zwycięstw; 2. liczba punktów; 3. stosunek setów; 4. stosunek małych punktów; 5. bilans w bezpośrednich meczach
| Data  | Godz. | Drużyna 1 | Wynik | Drużyna 2 | 1     | 2     | 3     | 4     | 5 | Widzów | *  |
| ----- | ----- | --------- | ----- | --------- | ----- | ----- | ----- | ----- | - | ------ | -- |
| 17.09 | 16:00 | Australia | 3:0   | Indie     | 29:27 | 26:24 | 25:21 |       |   | 200    | 29 |
| 17.09 | 18:30 | Chiny     | 0:3   | Iran      | 18:25 | 23:25 | 17:25 |       |   | 3500   | 30 |
| 18.09 | 18:30 | Iran      | 3:0   | Indie     | 25:16 | 25:21 | 25:21 |       |   | 3000   | 37 |
| 18.09 | 18:30 | Australia | 3:1   | Chiny     | 24:26 | 25:19 | 25:19 | 25:22 |   | 150    | 38 |

#### Grupa F
| Lp. | Drużyna          | Mecze | Mecze   | Mecze   | Pkt | Sety | Sety | Sety  | Małe punkty | Małe punkty | Małe punkty |
| Lp. | Drużyna          | M     | W (3:2) | P (2:3) | Pkt | wyg. | prz. | ratio | zdob.       | str.        | ratio       |
| --- | ---------------- | ----- | ------- | ------- | --- | ---- | ---- | ----- | ----------- | ----------- | ----------- |
| 1   | Korea Południowa | 3     | 3 (1)   | 0 (0)   | 8   | 9    | 2    | 4.500 | 255         | 239         | 1.067       |
| 2   | Japonia          | 3     | 2 (0)   | 1 (1)   | 7   | 8    | 4    | 2.000 | 284         | 248         | 1.145       |
| 3   | Chińskie Tajpej  | 3     | 1 (1)   | 2 (0)   | 2   | 4    | 8    | 0.500 | 244         | 279         | 0.875       |
| 4   | Pakistan         | 3     | 0 (0)   | 3 (1)   | 1   | 2    | 9    | 0.222 | 233         | 250         | 0.932       |

Źródło: asianvolleyball.net 
Punktacja: 3:0 i 3:1 – 3 pkt; 3:2 – 2 pkt; 2:3 – 1 pkt; 1:3 i 0:3 – 0 pkt
Zasady ustalania kolejności: 1. liczba zwycięstw; 2. liczba punktów; 3. stosunek setów; 4. stosunek małych punktów; 5. bilans w bezpośrednich meczach
| Data  | Godz. | Drużyna 1        | Wynik | Drużyna 2        | 1     | 2     | 3     | 4     | 5     | Widzów | *  |
| ----- | ----- | ---------------- | ----- | ---------------- | ----- | ----- | ----- | ----- | ----- | ------ | -- |
| 17.09 | 10:30 | Korea Południowa | 3:0   | Chińskie Tajpej  | 25:21 | 25:19 | 26:24 |       |       | 150    | 32 |
| 17.09 | 18:30 | Japonia          | 3:0   | Pakistan         | 25:23 | 25:20 | 25:21 |       |       | 100    | 31 |
| 18.09 | 10:30 | Japonia          | 2:3   | Korea Południowa | 25:20 | 23:25 | 25:18 | 23:25 | 14:16 | 350    | 40 |
| 18.09 | 13:30 | Chińskie Tajpej  | 3:2   | Pakistan         | 25:23 | 17:25 | 25:20 | 18:25 | 15:11 | 150    | 39 |

#### Grupa G
| Lp. | Drużyna    | Mecze | Mecze   | Mecze   | Pkt | Sety | Sety | Sety  | Małe punkty | Małe punkty | Małe punkty |
| Lp. | Drużyna    | M     | W (3:2) | P (2:3) | Pkt | wyg. | prz. | ratio | zdob.       | str.        | ratio       |
| --- | ---------- | ----- | ------- | ------- | --- | ---- | ---- | ----- | ----------- | ----------- | ----------- |
| 1   | Katar      | 3     | 2 (0)   | 1 (0)   | 6   | 7    | 3    | 2.333 | 241         | 192         | 1.255       |
| 2   | Kazachstan | 3     | 2 (0)   | 1 (0)   | 6   | 7    | 4    | 1.750 | 266         | 261         | 1.019       |
| 3   | Sri Lanka  | 3     | 2 (0)   | 1 (0)   | 6   | 6    | 5    | 1.200 | 263         | 273         | 0.963       |
| 4   | Oman       | 3     | 0 (0)   | 3 (0)   | 0   | 1    | 9    | 0.111 | 215         | 259         | 0.830       |

Źródło: asianvolleyball.net 
Punktacja: 3:0 i 3:1 – 3 pkt; 3:2 – 2 pkt; 2:3 – 1 pkt; 1:3 i 0:3 – 0 pkt
Zasady ustalania kolejności: 1. liczba zwycięstw; 2. liczba punktów; 3. stosunek setów; 4. stosunek małych punktów; 5. bilans w bezpośrednich meczach
| Data  | Godz. | Drużyna 1  | Wynik | Drużyna 2  | 1     | 2     | 3     | 4     | 5 | Widzów | *  |
| ----- | ----- | ---------- | ----- | ---------- | ----- | ----- | ----- | ----- | - | ------ | -- |
| 17.09 | 10:30 | Kazachstan | 1:3   | Sri Lanka  | 33:35 | 25:22 | 20:25 | 22:25 |   | 150    | 26 |
| 17.09 | 13:30 | Katar      | 3:0   | Oman       | 25:18 | 25:20 | 25:16 |       |   | 150    | 25 |
| 18.09 | 10:30 | Sri Lanka  | 3:1   | Oman       | 33:31 | 25:19 | 23:25 | 25:23 |   | 150    | 33 |
| 18.09 | 13:30 | Katar      | 1:3   | Kazachstan | 21:25 | 23:25 | 25:13 | 22:25 |   | 150    | 34 |

#### Grupa H
| Lp. | Drużyna   | Mecze | Mecze   | Mecze   | Pkt | Sety | Sety | Sety  | Małe punkty | Małe punkty | Małe punkty |
| Lp. | Drużyna   | M     | W (3:2) | P (2:3) | Pkt | wyg. | prz. | ratio | zdob.       | str.        | ratio       |
| --- | --------- | ----- | ------- | ------- | --- | ---- | ---- | ----- | ----------- | ----------- | ----------- |
| 1   | Tajlandia | 3     | 3 (1)   | 0 (0)   | 8   | 9    | 3    | 3.000 | 284         | 241         | 1.178       |
| 2   | Indonezja | 3     | 2 (0)   | 1 (1)   | 7   | 8    | 4    | 2.000 | 273         | 250         | 1.092       |
| 3   | Hongkong  | 3     | 1 (0)   | 2 (0)   | 3   | 4    | 7    | 0.571 | 241         | 265         | 0.909       |
| 4   | Kuwejt    | 3     | 0 (0)   | 3 (0)   | 0   | 2    | 9    | 0.222 | 234         | 276         | 0.848       |

Źródło: asianvolleyball.net 
Punktacja: 3:0 i 3:1 – 3 pkt; 3:2 – 2 pkt; 2:3 – 1 pkt; 1:3 i 0:3 – 0 pkt
Zasady ustalania kolejności: 1. liczba zwycięstw; 2. liczba punktów; 3. stosunek setów; 4. stosunek małych punktów; 5. bilans w bezpośrednich meczach
| Data  | Godz. | Drużyna 1 | Wynik | Drużyna 2 | 1     | 2     | 3     | 4      | 5    | Widzów | *  |
| ----- | ----- | --------- | ----- | --------- | ----- | ----- | ----- | ------ | ---- | ------ | -- |
| 17.09 | 13:30 | Indonezja | 3:0   | Hongkong  | 25:21 | 25:18 | 25:20 |        |      | 250    | 28 |
| 17.09 | 16:00 | Tajlandia | 3:0   | Kuwejt    | 26:24 | 25:21 | 25:16 |        |      | 1000   | 27 |
| 18.09 | 16:00 | Hongkong  | 3:1   | Kuwejt    | 25:22 | 29:27 | 24:26 | 252:18 |      | 100    | 35 |
| 18.09 | 16:00 | Tajlandia | 3:2   | Indonezja | 25:22 | 25:20 | 23:25 | 23:25  | 15:9 | 300    | 36 |

### Runda finałowa

#### Rywalizacja o miejsca 13.-16.
| Data  | Godz. | Drużyna 1 | Wynik | Drużyna 2 | 1     | 2     | 3     | 4 | 5 | Widzów | *  |
| ----- | ----- | --------- | ----- | --------- | ----- | ----- | ----- | - | - | ------ | -- |
| 19.09 | 10:30 | Sri Lanka | 3:0   | Kuwejt    | 25:17 | 25:22 | 25:18 |   |   | 50     | 41 |
| 19.09 | 13:30 | Hongkong  | 0:3   | Oman      | 21:25 | 20:25 | 17:25 |   |   | 100    | 42 |

#### Rywalizacja o miejsca 9.-12.
| Data  | Godz. | Drużyna 1 | Wynik | Drużyna 2  | 1     | 2     | 3     | 4     | 5     | Widzów | *  |
| ----- | ----- | --------- | ----- | ---------- | ----- | ----- | ----- | ----- | ----- | ------ | -- |
| 19.09 | 16:00 | Katar     | 3:0   | Indonezja  | 26:24 | 25:17 | 25:17 |       |       | 150    | 43 |
| 19.09 | 18:30 | Tajlandia | 2:3   | Kazachstan | 25:23 | 20:25 | 20:25 | 26:24 | 12:15 | 100    | 44 |

#### Ćwierćfinały
| Data  | Godz. | Drużyna 1        | Wynik | Drużyna 2       | 1     | 2     | 3     | 4     | 5     | Widzów | *  |
| ----- | ----- | ---------------- | ----- | --------------- | ----- | ----- | ----- | ----- | ----- | ------ | -- |
| 19.09 | 10:30 | Australia        | 3:2   | Pakistan        | 21:25 | 21:25 | 25:18 | 25:14 | 15:13 | 200    | 45 |
| 19.09 | 13:30 | Korea Południowa | 3:1   | Indie           | 25:20 | 25:23 | 20:25 | 25:21 |       | 200    | 46 |
| 19.09 | 16:00 | Japonia          | 3:1   | Chiny           | 25:23 | 25:17 | 18:25 | 25:22 |       | 500    | 48 |
| 19.09 | 18:30 | Iran             | 3:0   | Chińskie Tajpej | 25:19 | 27:25 | 25:21 |       |       | 2700   | 47 |

#### Mecz o 15. miejsce
| Data  | Godz. | Drużyna 1 | Wynik | Drużyna 2 | 1     | 2     | 3     | 4     | 5     | Widzów | *  |
| ----- | ----- | --------- | ----- | --------- | ----- | ----- | ----- | ----- | ----- | ------ | -- |
| 20.09 | 10:30 | Kuwejt    | 3:2   | Hongkong  | 19:25 | 21:25 | 25:19 | 25:23 | 15:12 | 100    | 49 |

#### Mecz o 13. miejsce
| Data  | Godz. | Drużyna 1 | Wynik | Drużyna 2 | 1     | 2     | 3     | 4     | 5     | Widzów | *  |
| ----- | ----- | --------- | ----- | --------- | ----- | ----- | ----- | ----- | ----- | ------ | -- |
| 20.09 | 13:30 | Sri Lanka | 2:3   | Oman      | 26:24 | 16:25 | 25:17 | 18:25 | 12:15 | 200    | 50 |

#### Mecz o 11. miejsce
| Data  | Godz. | Drużyna 1 | Wynik | Drużyna 2 | 1     | 2     | 3     | 4     | 5     | Widzów | *  |
| ----- | ----- | --------- | ----- | --------- | ----- | ----- | ----- | ----- | ----- | ------ | -- |
| 20.09 | 16:00 | Indonezja | 2:3   | Tajlandia | 25:16 | 28:30 | 25:21 | 17:25 | 10:15 | 200    | 51 |

#### Mecz o 9. miejsce
| Data  | Godz. | Drużyna 1 | Wynik | Drużyna 2  | 1     | 2     | 3     | 4     | 5 | Widzów | *  |
| ----- | ----- | --------- | ----- | ---------- | ----- | ----- | ----- | ----- | - | ------ | -- |
| 20.09 | 18:30 | Katar     | 3:1   | Kazachstan | 25:12 | 25:18 | 29:31 | 25:19 |   | 250    | 52 |

#### Rywalizacja o miejsca 5.-8.
| Data  | Godz. | Drużyna 1 | Wynik | Drużyna 2       | 1     | 2     | 3     | 4     | 5 | Widzów | *  |
| ----- | ----- | --------- | ----- | --------------- | ----- | ----- | ----- | ----- | - | ------ | -- |
| 20.09 | 10:30 | Indie     | 1:3   | Chińskie Tajpej | 25:20 | 22:25 | 11:25 | 16:25 |   | 50     | 53 |
| 20.09 | 13:30 | Pakistan  | 1:3   | Chiny           | 17:25 | 19:25 | 25:17 | 24:26 |   | 550    | 54 |

#### Półfinały
| Data  | Godz. | Drużyna 1        | Wynik | Drużyna 2 | 1     | 2     | 3     | 4     | 5     | Widzów | *  |
| ----- | ----- | ---------------- | ----- | --------- | ----- | ----- | ----- | ----- | ----- | ------ | -- |
| 20.09 | 16:00 | Korea Południowa | 1:3   | Iran      | 25:22 | 23:25 | 22:25 | 22:25 |       | 4500   | 55 |
| 20.09 | 18:30 | Australia        | 3:2   | Japonia   | 20:25 | 25:18 | 16:25 | 25:22 | 15:12 | 2500   | 56 |

#### Mecz o 7. miejsce
| Data  | Godz. | Drużyna 1 | Wynik | Drużyna 2 | 1     | 2     | 3     | 4     | 5    | Widzów | *  |
| ----- | ----- | --------- | ----- | --------- | ----- | ----- | ----- | ----- | ---- | ------ | -- |
| 21.09 | 10:00 | Indie     | 2:3   | Pakistan  | 23:25 | 21:25 | 25:20 | 25:19 | 6:15 | 200    | 57 |

#### Mecz o 5. miejsce
| Data  | Godz. | Drużyna 1       | Wynik | Drużyna 2 | 1     | 2     | 3     | 4     | 5 | Widzów | *  |
| ----- | ----- | --------------- | ----- | --------- | ----- | ----- | ----- | ----- | - | ------ | -- |
| 21.09 | 12:30 | Chińskie Tajpej | 3:1   | Chiny     | 25:16 | 23:25 | 25:20 | 25:16 |   | bd     | 58 |

#### Mecz o 3. miejsce
| Data  | Godz. | Drużyna 1        | Wynik | Drużyna 2 | 1     | 2     | 3     | 4     | 5 | Widzów | *  |
| ----- | ----- | ---------------- | ----- | --------- | ----- | ----- | ----- | ----- | - | ------ | -- |
| 21.09 | 15:00 | Korea Południowa | 1:3   | Japonia   | 23:25 | 17:25 | 25:23 | 22:25 |   | 3000   | 59 |

#### Finał
| Data  | Godz. | Drużyna 1 | Wynik | Drużyna 2 | 1     | 2     | 3     | 4 | 5 | Widzów | *  |
| ----- | ----- | --------- | ----- | --------- | ----- | ----- | ----- | - | - | ------ | -- |
| 21.09 | 17:30 | Iran      | 3:0   | Australia | 25:14 | 25:17 | 25:21 |   |   | 10200  | 60 |

## Klasyfikacja końcowa
| Miejsce | Reprezentacja    | Uwagi                                                 |
| ------- | ---------------- | ----------------------------------------------------- |
| złoto   | Iran             | Awans na turniej kwalifikacyjny strefy AVC do IO 2020 |
| srebro  | Australia        | Awans na turniej kwalifikacyjny strefy AVC do IO 2020 |
| brąz    | Japonia          |                                                       |
| 4.      | Korea Południowa | Awans na turniej kwalifikacyjny strefy AVC do IO 2020 |
| 5.      | Chińskie Tajpej  | Awans na turniej kwalifikacyjny strefy AVC do IO 2020 |
| 6.      | Chiny            | Awans na turniej kwalifikacyjny strefy AVC do IO 2020 |
| 7.      | Pakistan         | Awans na turniej kwalifikacyjny strefy AVC do IO 2020 |
| 8.      | Indie            | Awans na turniej kwalifikacyjny strefy AVC do IO 2020 |
| 9.      | Katar            | Awans na turniej kwalifikacyjny strefy AVC do IO 2020 |
| 10.     | Kazachstan       |                                                       |
| 11.     | Tajlandia        |                                                       |
| 12.     | Indonezja        |                                                       |
| 13.     | Oman             |                                                       |
| 14.     | Sri Lanka        |                                                       |
| 15.     | Kuwejt           |                                                       |
| 16.     | Hongkong         |                                                       |

## Nagrody indywidualne
| MVP          | Najlepszy atakujący | Najlepsi przyjmujący        | Najlepsi środkowi             | Najlepszy rozgrywający | Najlepszy libero  |
| ------------ | ------------------- | --------------------------- | ----------------------------- | ---------------------- | ----------------- |
| Thomas Edgar | Amir Ghafur         | Yūki Ishikawa Samuel Walker | Shin Yung-suk Mohammad Musawi | Sa’id Maruf            | Tomohiro Yamamoto |